# Hawalli (ciudad)
Hawalli (en árabe: حولي) es una ciudad de Kuwait, capital de la gobernación homónima. Hawalli es un importante centro comercial de la mayoría de los productos relacionados con la informática en Kuwait. Según el censo de 2022, tenía una población de 218 141 habitantes.
Antes de la primera Guerra del Golfo, en esta localidad vivían muchos palestinos, pero muchos de ellos se marcharon durante y después de la guerra. En la actualidad, en Hawalli viven muchas de las poblaciones árabes (egipcios, sirios, iraquíes y libaneses), así como migrantes asiáticos (filipinos, indios, nepalíes, bengalíes y paquistaníes).

## Toponimia
El nombre de la localidad proviene de la expresión árabe "الحلو لي", que significa "el [agua] dulce para mí".

## Historia
Hawalli se estableció por primera vez en el siglo VII, alrededor de los pozos de agua dulce que fueron excavados durante la época de Al-Ala al-Hadhrami, en lo que hoy en día es Kuwait. Se convirtió oficialmente en ciudad en 1906, durante el gobierno de Al Sabah.

## Deportes
En Hawalli se encuentra el estadio Mohammed Al-Hamad, que es el campo del Qadsia Sporting Club. El Mohammed Al-Hamad es uno de los estadios más famosos de Kuwait y es un lugar donde se juegan muchos de los partidos internacionales que se celebran en la región.

## Atracciones y lugares de interés
En Hawalli hay muchos lugares emblemáticos, ampliamente reconocidos, como el Bait al-Othman, un museo en la famosa calle Abdullah al Othman, que conserva muchas esculturas, objetos y fotografías antiguas de Kuwait; la Casa del Espejo, una casa tradicional kuwaití hecha de vidrio; y el Muhallab Complex. Hawalli también tiene su propio parque temático, el Hawally Park, que se halla cerca del complejo Muhallab. La ciudad también cuenta con numerosos restaurantes y centros comerciales.